# Proskineza

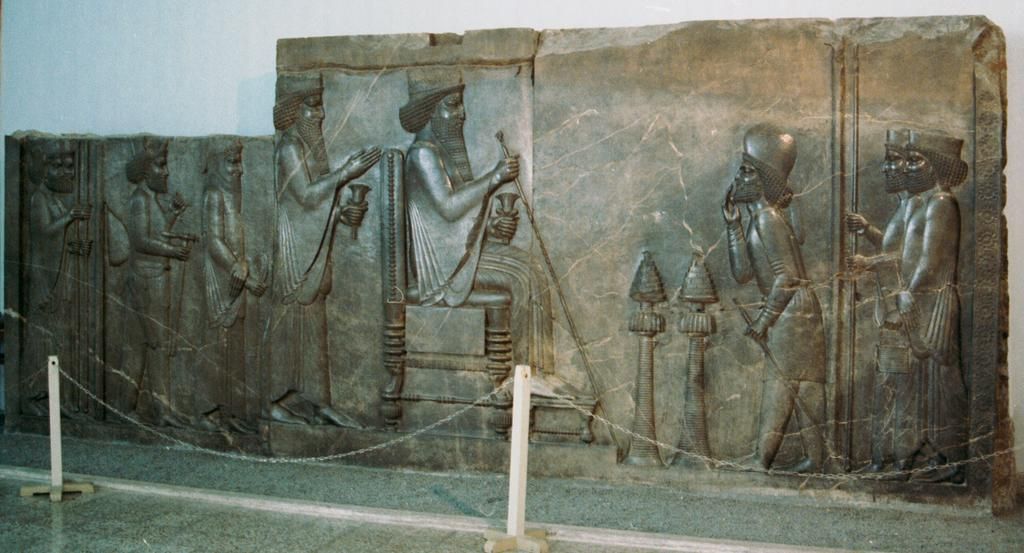
Perski król (w środku) i dworzanie (po prawej)

Proskineza (z gr. proskynesis) – pokłon, przyklęknięcie bądź pochylenie głowy, będące częścią rytuału oddawania czci władcy lub bóstwu.
Występowały różne rodzaje proskinezy wobec władcy, w zależności m.in. od rodzaju hołdu, typu rytuału i rangi osoby oddającej cześć.